# Gyömrői út
A Gyömrői út Budapest X. kerületében és XVIII. kerületében található, a Vaspálya utat köti össze a Ferihegyi repülőtérre vezető úttal.

## Leírása
Az utat a 19. század első felében németesen Gyömrőer Weg néven említik. 1879-től ismert mai nevén, de egy része 1875-től a Szállás utcahoz tartozott. Az út Gyömrő irányába megy (habár folytatása nem érinti, a Ferihegyi repülőtér megépítése vágta ketté).
Az út számozása a X. és XVIII. kerületben külön van (azaz újrakezdődik).
A Gyömrői út a Vaspálya utca folytatása, a Kőér utca kereszteződésénél kezdődik. Ezt követően délkeleti irányban egyenesen halad, nagyjából párhuzamosan a Budapest–Záhony-vasútvonallal (attól északra). Ipari területen vezet át, mindkét oldalát számos működő és már bezárt nagyüzem környezi. Régebben több iparvágány is keresztezte az utat, ezeket a Kőér utcai kereszteződésben található Lampart Vegyipari Gépgyár Zrt.-be vezető kivételével elbontották.
Délkelet felé haladva keresztezi a Sibrik Miklós / Óhegy út (két oldala különböző neveken), majd felüljáróval kanyarodik a közepére a Ferihegyi repülőtérre vezető út. Ez kezdetben a Gyömrői út két sávja között talajszintben, majd mélyedésben halad, végül belecsatlakozik a Gyömrői útba. Innen az is Ferihegyi repülőtérre vezető úttá válik.

## Nevezetes épületek, épületegyüttesek, létesítmények

### Kőbányai rész
| Kép | Név                                                                         | Építés ideje          | Elhelyezkedés | Megjegyzés | Iparvágány |
| --- | --------------------------------------------------------------------------- | --------------------- | ------------- | --- | ---------- |
|     | Lampart Vegyipari Gépgyár Zrt.                                              | 1878-től több ütemben | –             | Valójában a Vaspálya út mellett van, de a Gyömrői úton keresztül ívelő iparvágány köti össze a Budapest–Záhony-vasútvonallal. |            |
|     | Kőbányai Gyógyszerárugyár (Richter Gedeon Vegyészeti Gyár)                  | 1901-től több ütemben | 19-21.        | Működik. |            |
|     | Magnezit Ipari Művek                                                        | 1838-tól több ütemben | 48.           | Az 1990-es években megszűnt, épületeit elbontották.                                                                           |            |
|     | Hit Park (Hit Csarnok) (Hit Gyülekezete központ)                            |                       | 69.           | Korábban Pietra téglagyár volt.                                                                                               |            |
|     | Magyar Radiátorgyár Rt.                                                     | 1912 előtt            | 76-78.        | Megszűnt, helyén különböző cégek működnek.                                                                                    |            |
|     | EM Kerámia                                                                  |                       |               | Magyar Radiátorgyár Rt.-vel szemben.                                                                                          |            |
|     | Budapesti Vegyipari Gépgyár                                                 |                       | 78-80.        | Megszűnt. |            |
|     | Kőbányai Textilművek                                                        | 1906                  | 90-92.        | Eredeti nevén Kammer Testvérek Textilipar Rt. Megszűnt, elbontották. Helyére a Bosch épített üzemet.                          |            |
|     | Bosch Budapest Innovációs Kampusz                                           | 2010-es évek          | 90-92.        | A Kőbányai Textilművek helyére épült.                                                                                         |            |
|     | Pestszentlőrinci Egyesült Vegyiművek (Műgyanta-Dolorac Kft.)                |                       | 105-111.      | Megszűnt, elbontották. |            |
|     | Siemens Schuckert Villamossági Rt. (Magnetek Hungária)                      | 1937 előtt            | 120-130.      | Megszűnt, területét több kisebb vállalat használja.                                                                           |            |
|     | Gyömrői úti Paraffingyár (Hazai Kőolajipari Rt., később ÁFOR/MOL telephely) | 1939 előtt            | 140.          | Megszűnt, területét több kisebb vállalat használja.                                                                           |            |

### Pestszentlőrinci rész
| Kép | Név | Építés ideje | Elhelyezkedés | Megjegyzés | Iparvágány |  |
| --- | --- | ------------ | ------------- | --- | ---------- |  |
|     | Budapesti Kőolajipari Gépgyár (Orenstein és Koppel Rt., Magyar Erdei-Mezei Bányavasutak Rt., MASZOVOL Magyar-Szovjet Rt.) | 1896         | 79-83.        | Megszűnt, területének egyik oldalán több kisebb vállalat található, másik részének épülete a Sárkány Center néven kereskedelmi vállalatnak ad helyet. |            |  |
|     | Lőrinci Fonó (Magyar–Amerikai Northrop Szövőgyár, MASTERFIL Pamutfonóipari Vállalat Lőrinci Gyár)                         | 1900         | 85-91.        | Megszűnt, területét több kisebb vállalat használja.                                                                                                   |            |  |
|     | Fővárosi védettség alatt álló víztorony a volt Mauthner szövőgyár területén                                               | 1922         | 85-91.        | - A Wikimédia Commons tartalmaz a pestszentlőrinci víztorony témájú kategóriát.                                                                       |            |  |
|     | Egyesült Villamosgépgyár (EVIG)                                                                                           | 1963         | 128.          | Megszűnt, területét több kisebb vállalat használja.                                                                                                   |            |  |

## Forrás
- Budapest teljes utcanévlexikona. Szerk. Ráday Mihály. (hely nélkül): Sprinter. 2003.  ISBN 963 9469 06 8
- Fejes Balázs: Kőbányai iparvágányok 2. Kőbánya-Kispest – Pestszentlőrinc (villamosok.hu)

## Egyéb irodalom
- Kőbányai utcák, utak, terek parkok története, Budapest Főváros X. kerületi Tanácsa V. B., Budapest, 1985, ISBN 963/-03-1945-4
- Budapest lexikon I–II. Főszerk. Berza László. 2., bőv. kiad. Budapest: Akadémiai. 1993.  ISBN 963-05-6409-2